# 王克恭
王克恭（?—?），又作王恭，和州（今安徽省和县）人，明朝开国时期驸马。
王克恭初为福建行省参政，后改任福州卫指挥使，尚明太祖兄长南昌王朱兴隆之女福成公主。拜驸马都尉。以镇国上将军领兵镇婺源州，许溥化为他的属下。他在婺源招徕流民，兴办学校，有惠民治政。赵汸的《東山存稿》有《送王駙馬都尉赴會稽序》。
有研究认为，朱元璋后来所写《祭王恭文》即指王克恭。